# Xatcobeo
Xatcobeo, originalment conegut com a Dieste, és un projecte per construir el primer satèl·lit artificial gallec desenvolupat per un equip de diversos departaments de la Universitat de Vigo liderat per Fernando Aguado en col·laboració amb el Institut Nacional de Tècnica Aeroespacial i el suport de l'empresa pública gallega Retegal. El projecte es va presentar a l'Agència Espacial Europea per a la seva incorporació en el vol inaugural del coet Vega des del Port Espacial Europeu de Kourou, en la Guayana francesa, el 13 de febrer de 2012. Es va preveure una vida útil sigui d'entre 6 i 12 mesos i un cost d'aproximadament 1.200.000 €, sent finançat en un 50% pel Ministeri de Ciència i Innovació d'Espanya, en un 25% per Retegal i en un altre 25% per la Universitat de Vigo i l'INTA.
La seva estructura era un CubeSat de 1U, portant a bord tres càrregues de pagament diferents: una ràdio reconfigurable via programari, un sistema de mesurament de nivells de radiació ionitzant i un sistema de desplegament de panells solars. Tenia com a finalitat realitzar recerca en comunicacions i en energia fotovoltaica per a satèl·lits.